# Heinrich Timmerevers
Heinrich Timmerevers, né le 25 août 1952 à Garrel (Basse-Saxe, Allemagne), est un prélat catholique allemand, évêque de Dresde-Meissen depuis 2016 après avoir été pendant 15 ans évêque auxiliaire de Münster.

## Biographie

### Formation
Heinrich Timmerevers est le deuxième d'une famille d'agriculteurs de six enfants.
En 1972, il sort diplômé du Gymnasium Clemens-August de Cloppenburg. Il étudie alors la philosophie à l'université de Münster puis entre au Collegium Borromaeum.
En 1974, il entre à l'université de Fribourg-en-Brisgau où il poursuit ses études. Au séminaire de Münster, il entre notamment en contact avec le Mouvement des Focolari. De 1977 à 1978, il étudie la spiritualité du Mouvement des Focolari à Rome.

### Prêtrise
Le 25 mai 1980, il est ordonné prêtre, en la cathédrale Saint-Paul de Münster, par Mgr Reinhard Lettmann.
De 1980 à 1984, il exerce la charge de vicaire de Saint-Vitus, à Visbek. En 1984, il devient sous-directeur du Collegium Borromaeum de Münster et vicaire de la cathédrale Saint-Paul.
En 1990, il revient en tant que curé à Visbek et devient président de la KFD (de). En 2000, il devient administrateur de la paroisse Saint-Antoine de Visbek.

### Épiscopat
Le 6 juillet 2001, le Pape Jean-Paul II le nomme évêque titulaire de Tulana (de) et évêque auxiliaire du diocèse de Münster. Le 2 septembre 2001, il est consacré dans la cathédrale Saint-Paul de Münster par Mgr Reinhard Lettmann. Ses co-consécrateurs sont Mgrs Werner Thissen et Max Georg von Twickel. Il choisit alors comme devise « Cherchez où est le Christ ». En 2002, il est élu membre du chapitre de la cathédrale de Münster.
Au sein de la Conférence épiscopale allemande, il est membre de la commission pour la jeunesse de 2001 à 2009. Depuis 2005, il est membre de la Commission pour les Vocations et les services religieux. Depuis 2006, il est membre de la Commission pour l'avenir. Depuis 2008, il est président du groupe de travail « Instituts de vie consacrée ». En 2012, la Conférence des évêques le nomme au [précision nécessaire] Bureau ecclésiastique fédéral de Malteser.
Depuis 2011, Mgr Timmerevers est chapelain de l'ordre souverain de Malte.
Le 29 avril 2016 il est nommé évêque de Dresde-Meissen.